# Rio Cozmeşti
O Rio Cozmeşti é um rio da Romênia, afluente do Prut, localizado no distrito de Iaşi.